# Ígor Víktorovich Lavrov (balonmanista)
Ígor Víktorovich Lavrov (en ruso: Игорь Викторович Лавров; Stávropol, 4 de junio de 1973) fue un jugador de balonmano ruso que jugaba de central. Fue uno de los componentes de la Selección de balonmano de Rusia con la que disputó 165 partidos internacionales. 

## Equipos
- Kaustik Volgogrado (1991-1992)
- CSKA Moscú (1992-1998)
- SG Flensburg-Handewitt (1998-2001)
- SG Wallau-Massenheim (2001-2005)
- HSV Hamburgo (2005-2007)

## Palmarés
- Liga de Rusia 1994, 1995
- EHF City Cup 1999
- Recopa de Europa 2001